# Egina (mitologia)
Egina (em grego clássico: Αἴγινα), na mitologia grega, era a filha do deus-rio Asopo. Sua mãe era Metope, filha do deus-rio Ladon. Asopo e Metope tiveram dois filhos, Ismeno e Pelagon, e vinte filhas, uma de suas irmãs era Salamina.
Zeus a raptou, e Asopo, sem ter informações sobre a filha, foi parar em Corinto. Sísifo sabia o que tinha acontecido, e só informou Asopo depois que ele deu a Corinto uma fonte; por causa disso Sísifo foi punido no Hades. Asopo tentou lutar contra Zeus, que atirou raios no rio, e fê-lo voltar ao seu curso.
Zeus a levou para a ilha de Delos, onde ela deu à luz Éaco. Segundo Pausânias e Pseudo-Apolodoro, Zeus levou-a para uma ilha desabitada, chamada de Oenone; esta ilha, mais tarde, passou se chamar Egina.
Hera enviou uma serpente que envenenou a água da ilha. Éaco, então, vendo-se indefeso pela falta de homens pediu ajuda a Zeus, que transformou as formigas em homens. Estes homens passaram a ser chamados de mirmidões, do grego myrmekes para formigas. Segundo Apolodoro, Zeus transformou as formigas em homens porque Éaco estava sozinho na ilha.
Éaco casou-se com Endeis, filha de Sciron, e teve dois filhos, Peleu e Télamo, mas segundo Ferécides de Leros, Telamon não seria filho de Éaco e Endeis, mas um amigo de Peleu. Éaco também teve um filho com Psâmate, filha de Nereu, chamado de Foco.
Os habitantes da ilha não sabiam dizer o nome de nenhum rei além de Éaco, porque, dos seus filhos, Peleu e Télamo foram exilados após assassinarem Foco, e os filhos de Foco passaram a morar no Parnaso, na região da Fócida.
Os mirmidões lutaram na Guerra de Troia sob o comando de Aquiles, neto de Éaco. [carece de fontes?]